# Lista de performances ao vivo de Lady Gaga
A cantora norte-americana Lady Gaga embarcou em cinco turnês e se apresentou ao vivo em várias cerimônias de premiação e programas de televisão. Gaga promoveu seu single de estréia, "Just Dance", através de apresentações em várias cerimônias de premiação e programas de televisão, incluindo Miss Universo 2008 e So You Think You Can Dance. Ela primeiro serviu como um ato de abertura para a boy band New Kids on the Block e o girl group The Pussycat Dolls, antes de começar sua própria turnê, The Fame Ball Tour, que começou em março de 2009 e terminou em setembro de 2009. Após a turnê cancelada Fame Kills: Starring Kanye West and Lady Gaga com o rapper Kanye West, Gaga embarcou em sua segunda turnê mundial, The Monster Ball Tour. Encenada em prol de sua extensa peça The Fame Monster (2009), a turnê foi aclamada pela crítica e arrecadou US $ 227,4 milhões, tornando-a uma das turnês de maior bilheteria de todos os tempos. Gaga também apresentou músicas do álbum em cerimônias de premiação -
American Music Awards de 2009, no Grammy Awards de 2010 e o Brit Awards de 2010. No Billboard Touring Awards de 2010, Gaga ganhou o prêmio Breakthrough Performer, bem como o Concert Marketing & Promotion Award.
O segundo álbum de estúdio de Gaga, Born This Way, lançou o single principal, que ela apresentou pela primeira vez no Grammy Awards de 2011, onde ela emergiu de uma nave parecida com um ovo. Ela também tocou a faixa do álbum "You and I" no MTV Video Music Awards de 2011, aparecendo como seu alter ego masculino Jo Calderone. Para promover o álbum, Gaga começou a Born This Way Ball, que foi crítica e comercialmente bem sucedida, mas controversa entre vários grupos religiosos que viam a turnê como satânica e contra os valores religiosos. Gaga cancelou algumas das datas restantes da turnê devido a uma lesão no quadril que exigiu cirurgia. No Billboard Touring Awards de 2012, ela ganhou o prêmio Eventful Fan's Choice Award de Melhor Turnê do Ano.
Gaga cantou músicas de seu terceiro álbum de estúdio Artpop (2013) no ArtRave, um evento de dois dias apresentado por ela para promover o álbum. Em 2014, ela encabeçou seu primeiro show de residência, com sete shows no Roseland Ballroom em Manhattan, Nova York. Mais tarde naquele ano, ela começou a ArtRave: The Artpop Ball, cuja ideia principal era criar uma rave imersiva. A turnê recebeu uma resposta positiva dos revisores, mas alguns criticaram por ser desconexa. Após o lançamento de seu álbum colaborativo com Tony Bennett, Cheek to Cheek (2014), a dupla embarcou em sua Cheek to Cheek Tour, que começou em dezembro de 2014 e foi concluída em agosto de 2015. A turnê foi aclamada pela crítica e ficou no topo da lista da Vulture. 10 melhores concertos de 2015. Em 2015, ela recebeu seu terceiro Billboard Music Awards para a indicação ao Top Touring Artist; ela também foi indicada em 2011 e 2013.
Gaga fez uma homenagem ao The Sound of Music no Oscar 2015, onde ela cantou uma mistura de músicas da trilha sonora do filme. O desempenho foi considerado um dos melhores da Billboard e gerou mais de 214.000 interações por minuto globalmente no site de rede social Facebook. Em 2015, Gaga lançou a música "Til It Happens to You", que ela apresentou na Billboard Women in Music, no Producers Guild of America Awards 2015 e no Oscar 2016. Em 2016, ela cantou o hino nacional americano no Super Bowl 50, juntou-se à Intel e Nile Rodgers para homenagear o falecido David Bowie no Grammy Awards de 2016 e tocou "Million Reasons" no American Music Awards de 2016. Para promover seu quinto álbum de estúdio, Joanne, Gaga embarcou em uma turnê de 3 datas, chamada Dive Bar Tour. Ela também se apresentou como a atração principal no show do intervalo do Super Bowl LI em 5 de fevereiro de 2017.

## Concerto de residências
| Ano | Título                              | Duração                                                    | Shows |
| --- | ----------------------------------- | ---------------------------------------------------------- | ----- |
| 2014 | Lady Gaga Live at Roseland Ballroom | 28 de março de 2014 – 7 de abril 2014 (Nova York)          | 7     |
| O primeiro concerto de residência de Gaga, Lady Gaga Live no Roseland Ballroom, aconteceu no Roseland Ballroom. Foi o último evento organizado pelo local antes de ser fechado e substituído por um arranha-céu de 42 andares. Gaga cantou músicas de seus primeiros quatro álbuns no show. Ele recebeu críticas positivas dos críticos, que elogiaram os vocais de Gaga, a coreografia e a apresentação geral do show, e arrecadou um total de US$ 1,522,800. Duas apresentações do show foram transmitidas no Late Show with David Letterman. O último show em 7 de abril de 2014 foi transmitido ao vivo pela Verizon Communications. |                                     |                                                            |       |
| 2018–2019 | Lady Gaga Enigma                    | 28 de dezembro de 2018 – 8 de novembro de 2019 (Las Vegas) | 32    |
| Em dezembro de 2017, Gaga anunciou sua residência de dois anos em Las Vegas no Park Theater no Park MGM, começando em dezembro de 2018. O acordo, avaliado em aproximadamente US$ 100 milhões, inclui 74 apresentações com uma possível extensão. |                                     |                                                            |       |
| 2025 | Lady Gaga Todo Mundo No Rio         | 3 de maio de 2025                                          | 1     |
| Show gratuito na praia de Copacabana realizado pela prefeitura do Rio de Janeiro juntamente com a Bonus Track Entretenimento. |                                     |                                                            |       |

## Apresentações em programas de televisão e especiais
| Data                    | Evento                                                                    | País           | Canções                                                                                                  | Ref.   |
| ----------------------- | ------------------------------------------------------------------------- | -------------- | --- | ------ |
| 15 de julho de 2008     | So You Think You Can Dance                                                | Estados Unidos | "Just Dance"                                                                                             | [ 18 ] |
| 26 de setembro de 2008  | Sunrise                                                                   | Austrália      | "Just Dance"                                                                                             | [ 19 ] |
| 28 de setembro de 2008  | Rove                                                                      | Austrália      | "Just Dance"                                                                                             | [ 20 ] |
| 29 de outubro de 2008   | Good Day New York                                                         | Estados Unidos | "Just Dance"                                                                                             | [ 21 ] |
| 1 de dezembro de 2008   | The Ellen DeGeneres Show                                                  | Estados Unidos | "Just Dance"                                                                                             | [ 22 ] |
| 8 de janeiro de 2009    | The Tonight Show with Jay Leno                                            | Estados Unidos | "Just Dance"                                                                                             | [ 23 ] |
| 10 de março de 2009     | The View                                                                  | Estados Unidos | "Just Dance"                                                                                             | [ 24 ] |
| 1 de abril de 2009      | American Idol                                                             | Estados Unidos | "Poker Face"                                                                                             | [ 25 ] |
| 16 de abril de 2009     | Friday Night with Jonathan Ross                                           | Reino Unido    | "Poker Face"                                                                                             | [ 26 ] |
| 20 de abril de 2009     | The Paul O'Grady Show                                                     | Reino Unido    | "Poker Face"                                                                                             | [ 27 ] |
| 11 de maio de 2009      | The Ellen DeGeneres Show                                                  | Estados Unidos | "Poker Face"                                                                                             | [ 28 ] |
| 12 de maio de 2009      | Dancing with the Stars                                                    | Estados Unidos | "LoveGame", "Just Dance"                                                                                 | [ 29 ] |
| 17 de maio de 2009      | Rove                                                                      | Austrália      | "LoveGame"                                                                                               | [ 30 ] |
| 8 de setembro de 2009   | The Ellen DeGeneres Show                                                  | Estados Unidos | "LoveGame"                                                                                               | [ 31 ] |
| 3 de outubro de 2009    | Saturday Night Live                                                       | Estados Unidos | "Paparazzi", "LoveGame", "Poker Face", "Bad Romance"                                                     | [ 32 ] |
| 23 de novembro de 2009  | The Tonight Show with Jay Leno                                            | Estados Unidos | "Bad Romance"                                                                                            | [ 33 ] |
| 27 de novembro de 2009  | The Ellen DeGeneres Show                                                  | Estados Unidos | "Bad Romance", "Speechless"                                                                              | [ 34 ] |
| 6 dezembro de 2009      | The X Factor UK                                                           | Reino Unido    | "Bad Romance"                                                                                            | [ 35 ] |
| 7 de dezembro de 2009   | Royal Variety Performance                                                 | Reino Unido    | "Speechless"                                                                                             | [ 36 ] |
| 15 de janeiro de 2010   | The Oprah Winfrey Show                                                    | Estados Unidos | "Monster", "Bad Romance", "Speechless"                                                                   | [ 37 ] |
| 2 de março de 2010      | Friday Night with Jonathan Ross                                           | Reino Unido    | "Brown Eyes", "Telephone"                                                                                | [ 38 ] |
| 16 de abril de 2010     | Music Station                                                             | Japão          | "Telephone"                                                                                              | [ 39 ] |
| 5 de maio de 2010       | American Idol                                                             | Estados Unidos | "Bad Romance", "Alejandro"                                                                               | [ 40 ] |
| 28 de abril de 2011     | The Ellen DeGeneres Show                                                  | Estados Unidos | "Judas"                                                                                                  | [ 41 ] |
| 5 de maio de 2011       | The Oprah Winfrey Show                                                    | Estados Unidos | "Born This Way", "You and I"                                                                             | [ 42 ] |
| 13 de maio de 2011      | The Graham Norton Show                                                    | Reino Unido    | "Born This Way", "Judas"                                                                                 | [ 43 ] |
| 21 de maio de 2011      | Saturday Night Live                                                       | Estados Unidos | "The Edge of Glory", Judas", "Born This Way"                                                             | [ 44 ] |
| 25 de maio de 2011      | American Idol                                                             | Estados Unidos | "The Edge of Glory"                                                                                      | [ 45 ] |
| 27 de maio de 2011      | Good Morning America                                                      | Estados Unidos | "Bad Romance", "The Edge of Glory", "Judas", "Born This Way", "Hair"                                     | [ 46 ] |
| 9 de junho de 2011      | Germany's Next Topmodel                                                   | Alemanha       | "Scheiße", "Born This Way", "The Edge of Glory"                                                          | [ 47 ] |
| 13 de junho de 2011     | The X Factor France                                                       | França         | "The Edge of Glory", "Judas"                                                                             | [ 48 ] |
| 17 de junho de 2011     | Paul O'Grady Live                                                         | Reino Unido    | "Hair", "The Edge of Glory", "You and I", "Born This Way"/"Judas"                                        | [ 49 ] |
| 28 de julho de 2011     | So You Think You Can Dance                                                | Estados Unidos | "The Edge of Glory", "You and I"                                                                         | [ 50 ] |
| 1 de agosto de 2011     | The View                                                                  | Estados Unidos | "You and I"                                                                                              | [ 51 ] |
| 5 de outubro de 2011    | The Jonathan Ross Show                                                    | Reino Unido    | "You and I"                                                                                              | [ 52 ] |
| 13 de novembro de 2011  | The X Factor UK                                                           | Reino Unido    | "Marry the Night"                                                                                        | [ 53 ] |
| 16 de novembro de 2011  | Alan Carr: Chatty Man                                                     | Reino Unido    | "Marry the Night"                                                                                        | [ 54 ] |
| 30 de novembro de 2011  | The Grammy Nominations Concert Live! – Countdown to Music's Biggest Night | Estados Unidos | "Marry the Night"; "You and I" (com Sugarland)                                                           | [ 55 ] |
| 5 de dezembro de 2011   | The Ellen DeGeneres Show                                                  | Estados Unidos | "Marry the Night"                                                                                        | [ 56 ] |
| 23 de dezembro de 2011  | Music Station                                                             | Japão          | "Marry the Night" "Born This Way"                                                                        | [ 57 ] |
| 31 de dezembro de 2011  | Dick Clark's New Year's Rockin' Eve                                       | Estados Unidos | "Heavy Metal Lover", "Marry the Night", "Born This Way"                                                  | [ 58 ] |
| 9 de setembro de 2013   | Good Morning America                                                      | Estados Unidos | "Over the Rainbow", "Applause"                                                                           | [ 59 ] |
| 27 de outubro de 2013   | The X Factor UK                                                           | Reino Unido    | "Venus", "Do What U Want"                                                                                | [ 60 ] |
| 29 de outubro de 2013   | The Graham Norton Show                                                    | Reino Unido    | "Do What U Want", "Venus"                                                                                | [ 61 ] |
| 16 de novembro de 2013  | Saturday Night Live                                                       | Estados Unidos | "Do What U Want" (como R. Kelly); "Gypsy"                                                                | [ 62 ] |
| 29 de novembro de 2013  | Music Station                                                             | Japão          | "Applause"                                                                                               | [ 63 ] |
| 4 de dezembro de 2013   | Alan Carr: Chatty Man                                                     | Reino Unido    | "Dope", "Do What U Want"                                                                                 | [ 64 ] |
| 17 de dezembro de 2013  | The Voice                                                                 | Estados Unidos | "Do What U Want" (com Christina Aguilera)                                                                | [ 65 ] |
| 24 de janeiro de 2014   | A MusiCares Tribute To Carole King                                        | Estados Unidos | "You've Got a Friend"                                                                                    | [ 66 ] |
| 18 de fevereiro de 2014 | The Tonight Show Starring Jimmy Fallon                                    | Estados Unidos | "Artpop"                                                                                                 | [ 67 ] |
| 2 de abril de 2014      | Late Show with David Letterman                                            | Estados Unidos | "Dope", "G.U.Y."                                                                                         | [ 68 ] |
| 16 de outubro de 2014   | Strictly Come Dancing                                                     | Reino Unido    | "Anything Goes", "It Don't Mean a Thing (If It Ain't Got That Swing)" (com Tony Bennett)                 | [ 69 ] |
| 26 de novembro de 2014  | The View                                                                  | Estados Unidos | "Cheek to Cheek" (com Tony Bennett)                                                                      | [ 70 ] |
| 3 de dezembro e 2014    | Good Morning America                                                      | Estados Unidos | "Cheek to Cheek" (com Tony Bennett)                                                                      | [ 71 ] |
| 3 de dezembro de 2014   | Christmas in Rockefeller Center                                           | Estados Unidos | "Winter Wonderland" (com Tony Bennett)                                                                   | [ 72 ] |
| 16 de fevereiro de 2015 | Stevie Wonder: Songs in the Key of Life – An All-Star Grammy Salute       | Estados Unidos | "I Wish"                                                                                                 | [ 73 ] |
| 12 de junho 2015        | Jogos Europeus de 2015                                                    | Azerbaijão     | "Imagine"                                                                                                | [ 74 ] |
| 6 de dezembro de 2015   | Sinatra 100 – All-Star Grammy Concert                                     | Estados Unidos | "New York, New York"                                                                                     | [ 75 ] |
| 7 de fevereiro de 2016  | Super Bowl 50                                                             | Estados Unidos | "The Star-Spangled Banner"                                                                               | [ 76 ] |
| 22 de outubro e 2016    | Saturday Night Live                                                       | Estados Unidos | "A-Yo", "Million Reasons"                                                                                | [ 77 ] |
| 26 de outubro de 2016   | The Late Late Show with James Corden                                      | Estados Unidos | "Perfect Illusion", "Bad Romance", "The Edge of Glory", "Born This Way", "Poker Face", "Million Reasons" | [ 78 ] |
| 1 de novembro de 2016   | Sukkiri                                                                   | Japão          | "Perfect Illusion"                                                                                       | [ 79 ] |
| 4 de novembro de 2016   | News Zero                                                                 | Japão          | "Joanne"                                                                                                 | [ 80 ] |
| 4 de dezembro de 2016   | The X Factor UK                                                           | Reino Unido    | "Million Reasons"                                                                                        | [ 81 ] |
| 5 de dezembro de 2016   | Victoria's Secret Fashion Show 2016                                       | França         | "Million Reasons", "A-Yo", "John Wayne"                                                                  | [ 82 ] |
| 9 de dezembro de 2016   | Alan Carr: Happy Hour                                                     | Estados Unidos | "Million Reasons"                                                                                        | [ 83 ] |
| 12 de dezembro de 2016  | SMAP×SMAP                                                                 | Estados Unidos | "Million Reasons", "Perfect Illusion", "A-Yo"                                                            | [ 84 ] |